# ويليام ماكنزي (لاعب اتحاد الرغبي)
ويليام ماكنزي (بالإنجليزية: William McKenzie)‏ هو لاعب اتحاد الرغبي نيوزيلندي، ولد في 12 يونيو 1871 في Greytown, New Zealand ‏ في نيوزيلندا، وتوفي في 1 يوليو 1943 في كولفيلد ‏ في أستراليا.